# Berwang
Berwang is een gemeente in het district Reutte in de Oostenrijkse deelstaat Tirol. De gemeente bestaat uit verschillende dorpen: Brand, Bichlbächle, Gröben, Kleinstockach, Mitteregg, Rinnen en Tal.
Kleinstockach en Bichlbächle zijn agrarische dorpen in het Berwanger Tal. Brand, Mitteregg en Rinnen liggen in het Rotlechtal.
De dorpsnaam is afgeleid van ber (beer) en wang (wei). Vanuit Imst vestigde men zich in het dorp en vanaf 1266 viel het dorp onder Tirol. De administratie werd nog wel vanuit Imst geregeld. Vanaf 1430 viel het onder het gerecht Ehrenberg bij Reutte. In 1949 werd de eerste skilift in Berwang in bedrijf gesteld. Nadien verloor het dorp langzaam zijn agrarische karakter. Berwang begon zich steeds meer te concentreren op het wintersporttoerisme en is in de loop der jaren uitgegroeid tot een groot aaneengesloten skigebied dat deel uitmaakt van de Tiroler Zugspitz Arena.

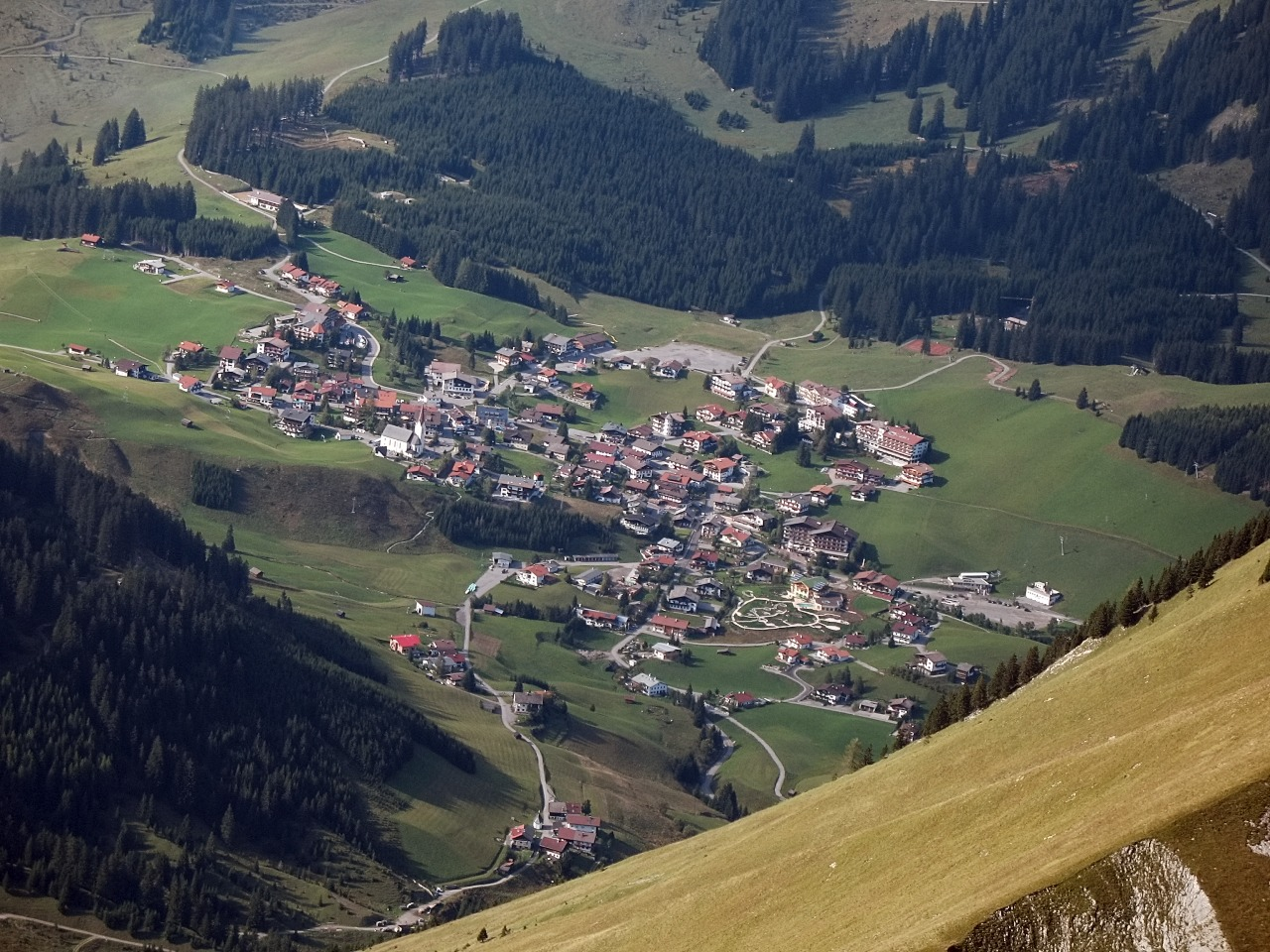
Berwang
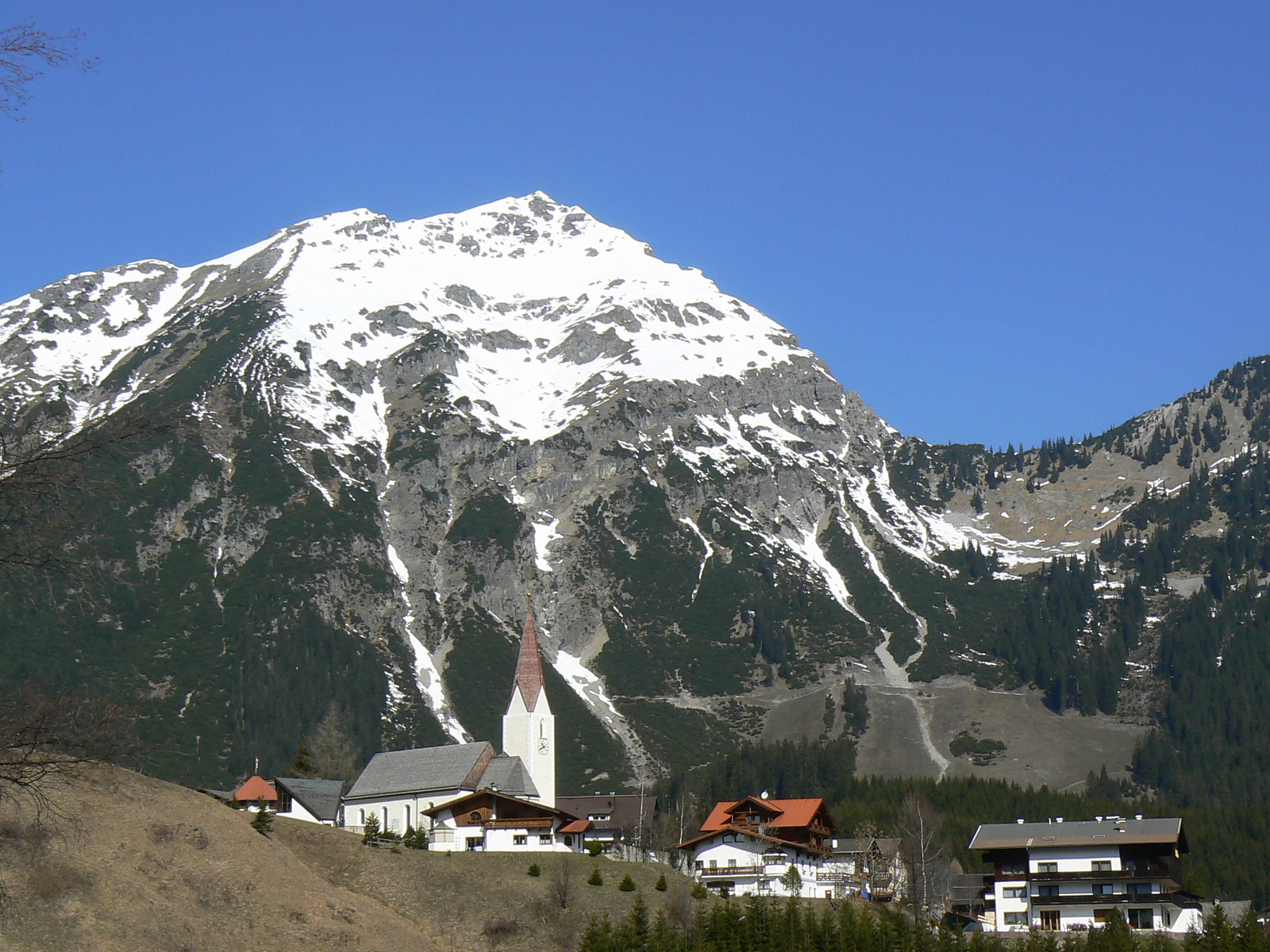
Berwang met Thaneller
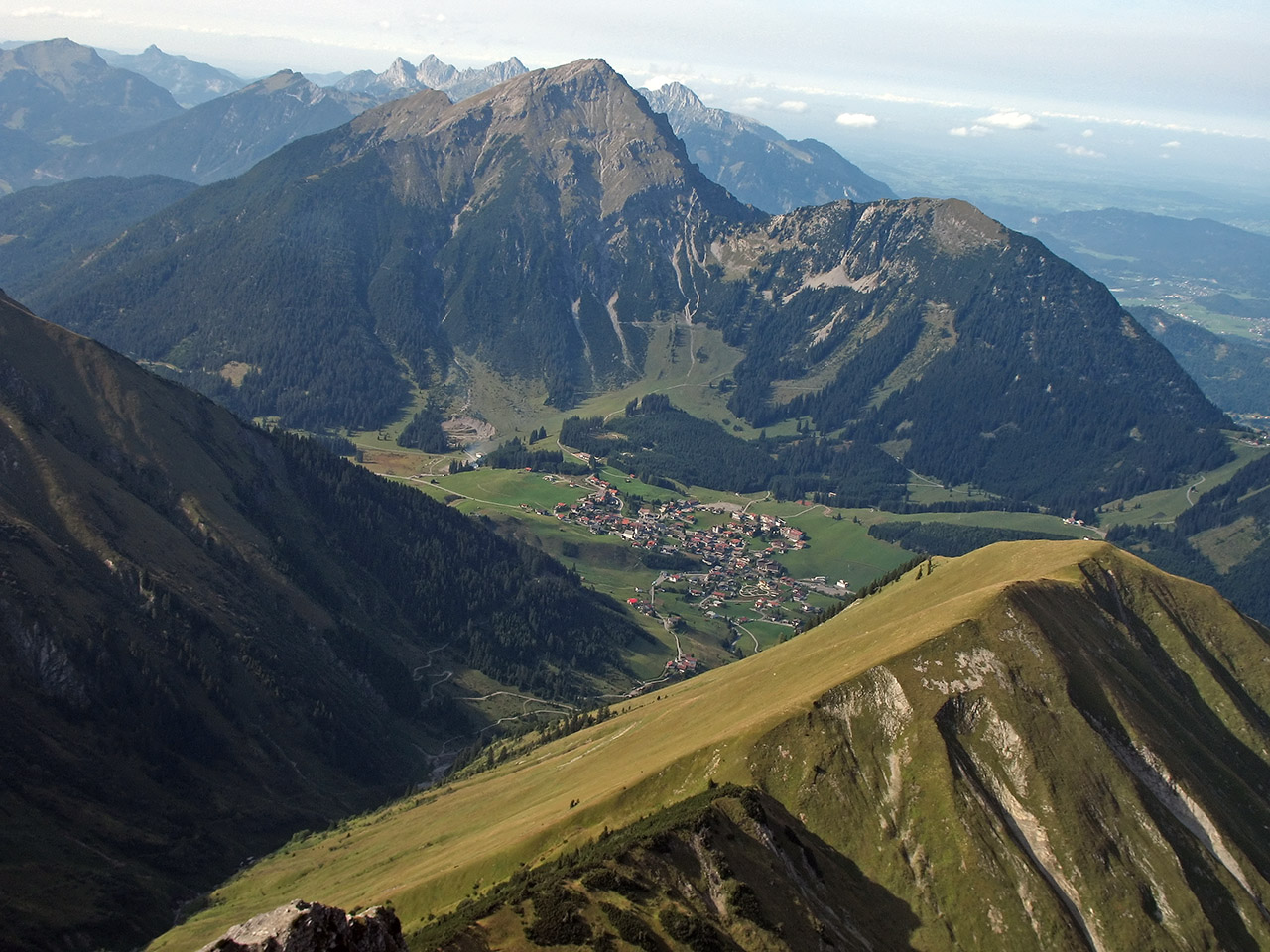
Berwang met Thaneller

Bach · Berwang · Biberwier · Bichlbach · Breitenwang · Ehenbichl · Ehrwald · Elbigenalp · Elmen · Forchach · Grän · Gramais · Häselgehr · Heiterwang · Hinterhornbach · Höfen · Holzgau · Jungholz · Kaisers · Lechaschau · Lermoos · Musau · Namlos · Nesselwängle · Pfafflar · Pflach · Pinswang · Reutte · Schattwald · Stanzach · Steeg · Tannheim · Vils · Vorderhornbach · Wängle · Weißenbach am Lech · Zöblen
- Gemeinsame Normdatei: 4080383-1
- Virtual International Authority File: 234150908